# Cissus pinnatifolia
Cissus pinnatifolia är en vinväxtart som beskrevs av Lombardi. Cissus pinnatifolia ingår i släktet Cissus och familjen vinväxter. Inga underarter finns listade i Catalogue of Life.